# Jonathan Honorez
Jonathan Pierre Honorez (* 30. Dezember 1872 in Croix; † 30. Juni 1941 in Croix) war ein französischer Turner.

## Leben
Jonathan Honorez turnte für den Verein Société de Gymnastique La Patriote aus Croix. Bei den Olympischen Sommerspielen 1900 in Paris belegte er in dem als „Championnat International de Gymnastique“ bezeichneten Einzelmehrkampf den 43. Platz.